# Цингер, Василий Яковлевич
Васи́лий Я́ковлевич Ци́нгер (30 января [11 февраля] 1836 — 16 февраля [1 марта] 1907) — российский математик, доктор чистой математики, заслуженный профессор Императорского Московского университета (1888); автор ряда трудов по механике и геометрии, основатель геометрической школы Московского университета; один из основателей Московского математического общества (1864), позже его президент (1886—1891). Декан физико-математического факультета (1876—1878, 1880—1885), проректор Московского университета (1878—1880).
Известен также как ботаник: занимался систематикой растений, написал несколько значительных работ по флоре Средней России. За свои ботанические труды Цингер был отмечен званием почётного доктора ботаники.
Цингер — автор нескольких научно-философских сочинений; представитель направления, которое позже получило название Московская философско-математическая школа.
В. Я. Цингер — старший брат Николая Яковлевича Цингера (1842—1918), астронома и геодезиста, профессора, члена-корреспондента Императорской Санкт-Петербургской академии наук, одного из руководителей Русского географического общества.

## Биография
Происходил из дворян. Родился в семье Якова Христиановича Цингера, сына управляющего больницей, и Анны Васильевны, урождённой Волковой, дочери московского купца. Яков Христианович был учителем математики, зарабатывал на жизнь частными уроками. Когда Василию было 11 лет, его отец скончался, оставив вдову с тремя детьми (Василий был старшим из детей, а Николай, будущий астроном — младшим). Ещё при жизни отца Василий стал жить у своего деда по отцовской линии — Христиана Ивановича Цингера (нем. Zinger), немца, переехавшего из Германии в Москву в XVIII веке, в течение многих лет служившего экономом (управляющим) Голицынской больницы (ныне Голицынский корпус Городской клинической больницы № 1 на Ленинском проспекте) и получившего за добросовестную службу звание потомственного дворянина (известно, что во время Отечественной войны 1812 года, когда Москву заняли войска Наполеона, он остался в больнице один и сумел не допустить её разграбления, а также сберёг оставленные ему на хранение больничные деньги). Христиан Иванович был лютеранином, но его дети (все они родились уже в Москве) и внуки были православного вероисповедания и с рождения принадлежали к русскому дворянству.

### Образование
Среднее образование получил в Первой Московской гимназии. Вспоминая позже те годы, Василий Яковлевич отзывался о воспитательной системе с полным неодобрением, считая преподавание в гимназии формальным и скучным; по его собственному признанию, в младших классах он учился плохо и ничем не интересовался. В более старших классах преподавание улучшилось, и примерно с 15 лет он стал учиться гораздо лучше, поражая учителей своей прекрасной памятью, быстротой соображения и самостоятельностью мышления. Окончил гимназию в 1853 году с правом поступления без экзамена в университет.

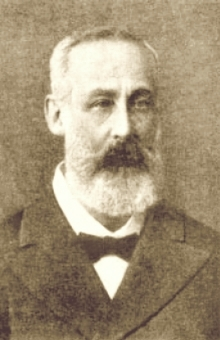
Август Юльевич Давидов — один из преподавателей В. Я. Цингера, позже — предшественник Цингера на посту президента Московского математического общества

После гимназии Цингер поступил на физико-математический факультет Московского университета. Сначала он учился там как казённокоштный студент и жил в университетском интернате, но позже не выдержал условий такого существования и переселился к матери. Известно, что Цингер подрабатывал в эти годы частными уроками. Среди преподавателей Цингера можно выделить двух профессоров, математиков и механиков, — Николая Дмитриевича Брашмана (1796—1866), автора одного из лучших для своего времени курса аналитической геометрии, и Августа Юльевича Давидова (1823—1886), который во времена учёбы Цингера был профессором по кафедре прикладной математики и читал курс теории вероятностей и её приложений.
Весной 1857 года Цингер окончил Московский университет со степенью кандидата и был оставлен в университете для усовершенствования в науках на два года; затем — ещё на один год.
В 1862 году защитил магистерскую диссертацию на тему «Способ наименьших квадратов» и в том же году был избран советом Московского университета на штатную должность доцента по кафедре чистой математики. В 1867 году защитил докторскую диссертацию «О движении свободной жидкой массы».

### Преподавательская деятельность
Свою преподавательскую деятельность В. Я. Цингер начал в 1862 году с чтения курсов математической физики и теории света и продолжал её по 1899 год.
В феврале 1868 года был утверждён экстраординарным профессором, в 1872 году — ординарным; с 1888 года В. Я. Цингер — заслуженный профессором чистой математики Московского университета.

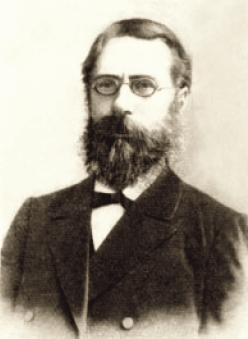
Фёдор Алексеевич Слудский

Цингером в разные годы были прочитаны курсы лекций по многим разделам математики: дифференциальному исчислению, высшей алгебре, аналитической геометрии, теоретической механике. Сам Цингер выделял курс по проективной геометрии («синтетической», или «новой» геометрии): именно им этот раздел математики был введён в университете в качестве самостоятельного предмета. Лекции Цингера были оригинальными, наглядными, тщательно продуманными, они хорошо запоминались, всегда привлекали большое число слушателей.
Интересно наблюдение, сделанное Николаем Егоровичем Жуковским (1847—1921), будущим «отцом русской авиации», во время учёбы в Московском университете (1864—1868). Лекции по механике в этот период читали параллельно и Василий Яковлевич Цингер, и профессор Фёдор Алексеевич Слудский (1841—1897); преподавание предмета Цингером было наглядным, геометрически ясным, в то время как изложение материала Слудским было исключительно абстрактным, происходило только на языке формул, без каких-либо геометрических иллюстраций. Жуковский очень высоко ценил обоих преподавателей, но, став преподавателем сам, всегда оставался последователем именно наглядного метода Цингера. В своём выступлении в апреле 1908 года на вечере, посвящённом памяти Василия Яковлевича, он говорил: «Своей любовью к образному геометрическому мышлению Цингер увлекал молодых механиков, направляя их труды по тому пути, по которому следовали великие геометры Ньютон, Пуансо, Понселе, Шаль».
|                                                                               |  |
| Слева — Константин Алексеевич Андреев, справа — Алексей Константинович Власов |  |

В 1888 году Цингер перевёл на русский язык труд французского геометра Мишеля Шаля (1793—1880) «Исторический обзор происхождения геометрических методов». Идеи Шаля, а также немецкого геометра Якоба Штейнера (1796—1863) Цингер развивал и в своих лекциях.
Цингером была создана научная школа московских учёных-геометров. В неё можно включить как Константина Алексеевича Андреева (1848—1921) и Алексея Константиновича Власова (1868—1922), занимавшихся проективной геометрией, так и учёных в области дифференциальной геометрии Болеслава Корнелиевича Млодзиевского (1858—1923) и Дмитрия Фёдоровича Егорова (1869—1931).

Изящество изложения и глубина научных идей привлекали к Цингеру много учеников… Одна из существеннейших особенностей лекций Цингера заключалась в том, что в них он привлекал внимание своих слушателей… на руководящие идеи и заставлял ясно усваивать различие между внутренним смыслом каждого вопроса или метода и теми установившимися… приёмами и преобразованиями, которые составляют как бы внешнюю оболочку чистого умозрения.— Из статьи, посвящённой В. Я. Цингеру, в Энциклопедическом словаре Брокгауза и Ефрона

### Научно-организационная деятельность
Одновременно с преподавательской деятельностью Цингер избирался на различные должности: с 1870 года по 1876 год он трижды избирался секретарём факультета, с 1870 года по 1876 год он был также членом университетского суда. С июня 1876 года по февраль 1878 года Цингер — декан физико-математического факультета. С февраля 1878 года по март 1880 года — на должности проректора Московского университета, но в марте 1880 года подал в отставку. В июне 1880 года Цингер снова был избран деканом физико-математического факультета и пребывал на этой должности по октябрь 1885 года. В Энциклопедическом словаре Брокгауза и Ефрона говорится, что Цингер был «во всё время своей университетской деятельности одним из наиболее уважаемых членов профессорской коллегии».
В марте 1892 года, уже прекратив по состоянию здоровья свою деятельность в университете, Цингер стал директором Александровского коммерческого училища — это была последняя должность, которую он занимал. Василий Яковлевич планировал создать новый школьный учебник по геометрии, но эта идея так и осталась нереализованной, как и некоторые другие его планы, связанные с училищем. В 1898 году Цингер подал в отставку.
Оставив службу он поселился в своём имении в Тульской губернии и большую часть оставшихся лет жизни посвятил изучению растений.

## Увлечение ботаникой

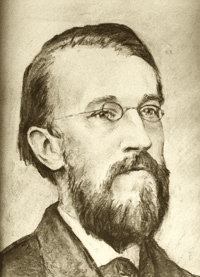
Николай Николаевич Кауфман

Всю свою молодость Василий Яковлевич провёл в Москве, вдалеке от природы (по его собственным рассказам, он с трудом отличал рожь от овса), но после того, как женился и стал проводить свободное время в имении жены в деревне Мелеховка Тульской губернии (ныне — Ясногорского района Тульской области), он заинтересовался ботаникой; в первую очередь этому способствовали, по его собственному признанию, совместные прогулки и беседы с профессором ботаники Московского университета и автором знаменитого определителя «Московская флора» Николаем Николаевичем Кауфманом. Александр Васильевич, сын Василия Яковлевича, позже приводил слова отца: «Когда я посмотрел, как Кауфман собирает и исследует растения, когда я послушал его рассказы, у меня точно открылись глаза: и трава, и лес, и почва представились мне в совершенно новом свете, полные самого глубокого интереса».
Постепенно это увлечение переросло в серьёзные научные занятия. В 1877 году Цингером совместно с ботаником Дмитрием Александровичем Кожевниковым было начато планомерное изучение флоры Тульской губернии. Результатом этих работ стал «Очерк флоры Тульской губернии» (1880).

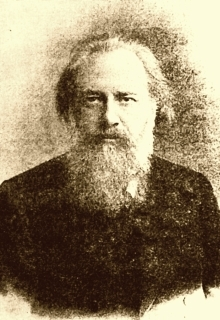
Дмитрий Иванович Литвинов

В июле 1882 года Цингер и ботаник Дмитрий Иванович Литвинов (будущий хранитель ботанического музея Российской Академии наук на протяжении тридцати с лишним лет) исследовали урочище Галичья гора — известняковые скалы на правом берегу реки Дон (сейчас эта территория входит в Задонский район Липецкой области). Цингер и Литвинов, по воспоминаниям местного лесничего, собирались пробыть здесь всего полдня, но увиденное изменило их планы, и они задержались. Из дневника Литвинова следует, что они с Цингером внимательно исследовали гору, а «…через несколько дней, на обратном пути, мы … опять обошли [гору] и затем поехали вниз по Дону. Брали с собой мы далеко не всё, а наиболее интересное. Остальное Цингер записывал… В следующие годы я и Цингер несколько раз, в разное время года, побывали на горе». Ими были обнаружены нехарактерные для Восточно-Европейской равнины растения, в том числе 17 видов, о которых ранее было известно лишь по находкам в субальпийских и альпийских поясах Средиземноморья, Кавказа, Алтая и Сибири, среди них шеверекия подольская, лапчатка донская, костенец степной, бурачок Гмелина, хвойник двухколосковый, володушка серповидная, полынь шелковистая и полынь армянская, колокольчик алтайский, крупка сибирская, солонечник узколистый, ломонос цельнолистный. Исследования, проведённые Цингером и Литвиновым на Галичьей горе, были продолжены другими учёными (среди которых был и сын Василия Цингера, Николай Васильевич Цингер), показавшими, что это место относится к северо-донскому району реликтовой растительности, сохранившейся с доледниковой эпохи. В 1925 году здесь был организован заповедник Галичья гора.
Ещё один ботаник, с которым Василий Яковлевич поддерживал отношения — профессор Дерптского университета Рудольф Эрнестович Траутфеттер; его Цингер считал одним из лучших знатоков российской флоры.
Всего Цингером было написано 5 ботанических работ, в том числе опубликованный в «Учёных записках Московского университета» за 1885 год обширный (объёмом более пятисот страниц) «Сборник сведений о флоре Средней России». В этом труде, над которой Цингер работал 8 лет, обобщены сведения по флоре пятнадцати губерний, приводится перечень 1749 видов растений с указанием их распространения. Для организации сбора сведений Цингер применил новаторский приём, активно переписываясь с большим числом любителей природы на местах и получая от них обширные гербарные материалы. «Нет надобности быть специалистом, чтобы с успехом и пользою заниматься исследованием отечественной флоры; для этого нужна та любовь к делу и охота, которая превращает немалый и не всегда лёгкий труд собирания и определения растений в привычное любимое занятие и мало-помалу из простого любителя делает опытного знатока… — позже писал он в предисловии к своему „Сборнику сведений…“ — Хороших руководств по местным флорам и быть не может, пока при помощи того же любительского труда не будет собран необходимый для этого фактический материал».
Гербарий В. Я. Цингера, частично собранный им собственноручно, а большей частью составленный из коллекций многочисленных корреспондентов, послужил документальным материалом не только ему самому для «Сборника сведений о флоре Средней России», но и другим ботаникам — в том числе Петру Феликсовичу Маевскому (1851—1892) для составления первого издания его «Флоры Средней России» (1892). Сейчас этот гербарий хранится в Отделе Восточной Европы в Гербарии Московского университета.
Впоследствии Цингер был отмечен званием почётного доктора ботаники: звание ему было присвоено Дерптским университетом. Это редчайший случай, когда одному лицу была присуждена столь высокая научная степень по столь не близким наукам, как математика и ботаника.
В честь В. Я. Цингера
В честь Василия Яковлевича Цингера в 1946 году назван род злаков Zingeria P.A.Smirn. — Цингерия. Род интересен тем, что у одного из его представителей, цингерии Биберштейна (Zingeria biebersteiniana), наблюдается крайне низкое число хромосом (2n = 4): это наименьшее число хромосом, которое встречается у высших растений — во всём мире известно всего несколько таких видов.
В честь В. Я. Цингера назван также вид растений из рода Астрагал — Astragalus zingeri Korsh., 1890 (Астрагал Цингера), — эндемик Поволжья; редкий вид, занесённый в Красную книгу России.

## Московское математическое общество

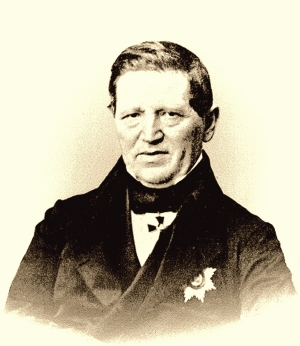
Николай Дмитриевич Брашман — один из преподавателей В. Я. Цингера, позже — основатель и первый президент Московского математического общества

Василий Яковлевич Цингер был одним из организаторов Московского математического общества. Оно возникло в сентябре 1864 году как научный кружок преподавателей математики (большей частью из Московского университета), объединившихся вокруг профессора Николая Дмитриевича Брашмана. Изначальной целью общества было знакомство друг друга посредством оригинальных рефератов с новыми работами в различных областях математики и смежных наук — как собственными, так и других учёных; но уже в январе 1866 года, когда была подана просьба об официальном утверждении Общества, в его уставе была записана существенно более амбициозная цель: «Московское математическое Общество учреждается с целью содействовать развитию математических наук в России». Официально Общество было утверждено в январе 1867 года.
С самого начала Цингер взял на себя обязанности секретаря и вёл протоколы собраний, Брашман был избран первым президентом общества, вице-президентом — Август Юльевич Давидов. После смерти Брашмана, последовавшей в 1866 году, Давидов был избран президентом (поскольку официально Общество было утверждено только в 1867 году, в литературе в качестве первого президента иногда указывается не Брашман, а Давидов), Цингер — вице-президентом Общества. В 1886 году, после смерти Давидова, Василий Яковлевич Цингер стал президентом Общества и занимал этот пост до 1891 года, когда попросился в отставку по состоянию здоровья.
Для публикации докладов, прочитанных на заседаниях, был организован журнал «Математический сборник», его первый номер вышел в 1866 году; многие важные работы Цингера были напечатаны именно в нём. Через четыре года после смерти Цингера, в 1911 году, вышел 28-й том «Математического сборника», первый выпуск которого был посвящён памяти В. Я. Цингера; в журнале было опубликовано пять статей о трудах Василия Яковлевича в области математики, механики, философии и ботаники, а также о его жизни и деятельности в целом.

## Московская философско-математическая школа

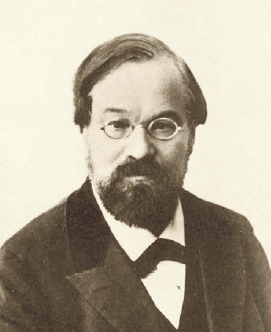
Николай Васильевич Бугаев

Василий Цингер — один из ранних представителей тех деятелей российской философской мысли второй половины XIX — начала XX века, которые известны под собирательным названием Московская философско-математическая школа. Это направление в философии возникло на базе Московского математического общества и наиболее ярко проявилось в работах коллег Цингера по Московскому университету — профессоров Николая Васильевича Бугаева (1837—1903) и Павла Алексеевича Некрасова (1853—1924).

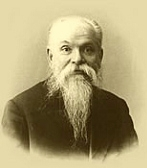
Павел Алексеевич Некрасов

Идеи Московской философско-математической школы были направлены на разрешение классических социологических антагонизмов «индивид — общество» и «свобода — необходимость» с помощью иных оснований, нежели в позитивистской и материалистической социологии, а именно с помощью аритмологии (теории прерывистых функций и множеств) и теории вероятностей, а также особой персоналистической социальной антропологии, в которой человек рассматривался (по Бугаеву) как живая духовная единица, «самостоятельный и самодеятельный индивидуум».
Цингер — автор нескольких публичных речей научно-философского содержания, о которых в Энциклопедическом словаре Брокгауза и Ефрона сказано, что они «равно замечательны глубиною научных основоположений, строго логическим построением доводов и искренностью исповедания убеждений автора». Цингер был сторонником идей Иммануила Канта, работы которого изучал в подлиннике.
С речью «Точные науки и позитивизм» Цингер выступал на торжественном акте Московского университета в 1874 году. В 1875 году в Политехническом музее им была прочитана лекция «Об отношении математического познания к наукам опытным и философским».
Ещё в одной работе, «Недоразумения во взглядах на основания геометрии», Цингер разбирает взгляды различных учёных на основания геометрии и высказывает мнение, что достоверность, определённость и точность этих оснований не могут быть показаны, если основываться на эмпиризме, то есть признавать чувственный опыт единственным источником знаний. Эмпиризм, по мнению Цингера, может скорее разрушить эти основания, поскольку они имеют характер идеальный, априорный, независимый от опыта, представляя собой в определённом смысле неотъемлемые качества человеческой способности созерцания. В 1894 году Цингер выступил с этой работой на IX съезде русских естествоиспытателей и врачей.

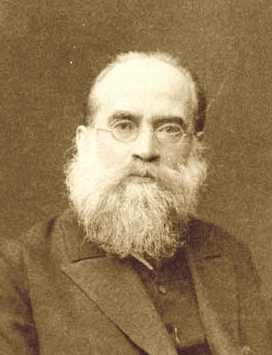
Лев Михайлович Лопатин (1855—1920), профессор философии Московского университета. «Нравственная жизнь не вершится в нас, а мы её совершаем», — писал он.

Анализ с его непрерывными функциями как средство борьбы против революционных теорий
При советской власти эта философская школа в связи с так называемым «Делом Промпартии» (1930) и разгромом научной статистики (первая «волна» — после демографической катастрофы, вызванной голодом 1932—1933 годов, вторая «волна» — после «неправильной» переписи 1937 года) была объявлена реакционной. Вот что, к примеру, было написано в выпущенной в 1931 году брошюре «На борьбу за диалектическую математику»: «Эта школа Цингера, Бугаева, Некрасова поставила математику на службу реакционнейшего „научно-философского миросозерцания“, а именно: анализ с его непрерывными функциями как средство борьбы против революционных теорий; аритмологию, утверждающую торжество индивидуальности и кабалистики; теорию вероятностей как теорию беспричинных явлений и особенностей; а всё в целом в блестящем соответствии с принципами черносотенной философии Лопатина — православием, самодержавием и народностью». В опубликованной в 1938 году статье «Советская математика за 20 лет» говорилось об «отрицательном значении для развития науки реакционных философских и политических тенденциях в московской математике (Бугаев, П. Некрасов и др.)». В последующие годы об идеях Московской философско-математической школы в советской литературе практически не упоминалось. В Энциклопедическом словаре Брокгауза и Ефрона имеется обширная статья о В. Я. Цингере, в то время как в Большой советской энциклопедии статьи о нём нет.
В конце XX века к идеям школы Н. В. Бугаева учёные снова стали проявлять существенный интерес; связано это в том числе и с тем, что многие идеи этой школы, как теперь становится понятно, получили дальнейшее развитие, а представители этой школы были одними из родоначальников системного подхода в естественных науках.

Опытные данные сами по себе, вследствие неизбежного недостатка точности, настолько податливы, что всегда могут быть приноровлены и к неевклидовой и ко всякой другой геометрии, а из этого ещё с большей ясностью обнаруживается, что достоверность аксиом не может ни подтверждаться, ни опровергаться посредством опытной проверки.— Цингер В. Я. Недоразумения во взглядах на основания геометрии

## Научные работы

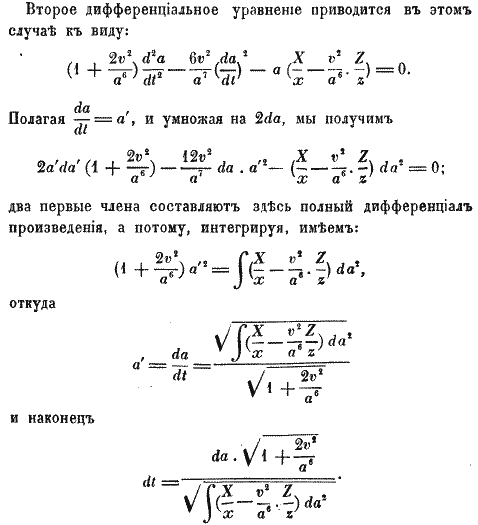
Окончание статьи Цингера «О движении свободной жидкой массы», 1867

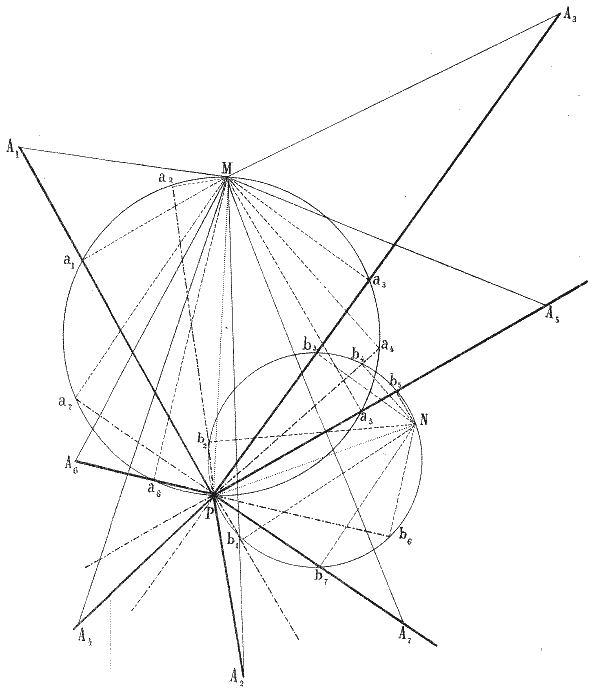
Рисунок из статьи Цингера «К вопросу о точке наименьшего расстояния», 1892

Работы Василия Яковлевича Цингера относятся к различным областям физико-математических знаний: это и чистая математика, и прикладная математика, и механика (в том числе небесная механика), и гидродинамика. Среди них:
- Способ наименьших квадратов. — М.: 1862.
- Об относительном движении брошенной точки // Математический сборник : журнал. — М., 1866. — Т. 1, № 1. — С. 163—172.
- О движении свободной жидкой массы // Математический сборник : журнал. — М., 1867. — Т. 2, № 3. — С. 155—188.
- Построение кривой третьего порядка по девяти данным точкам. — 1868.
- Об основной теореме высшей геометрии // Математический сборник : журнал. — М., 1869. — Т. 4, № 1. — С. 23—26.
- Вращательное движение жидкого эллипсоида с изменением вида // Математический сборник : журнал. — М., 1872. — Т. 5, № 4. — С. 414—419.
- Об одном случае равновесия жидкости // Математический сборник : журнал. — М., 1873. — Т. 6, № 3. — С. 265—273.
- Высшая алгебра. — М.: 1874.
- О геометрическом значении неравенств // Математический сборник : журнал. — М., 1875. — Т. 7, № 3. — С. 408—418.
- По поводу одного случая minimum. — 1891.
- Элементарная теория эллиптического движения планет. — 1891.
- К вопросу о точке наименьшего расстояния // Математический сборник : журнал. — М., 1892. — Т. 16, № 2. — С. 317—341.

Некоторые из ботанических работ Цингера
- Кожевников Д. А., Цингер В. Я. Очерк флоры Тульской губернии // Труды Санкт-Петербургского общества естествознания. — СПб., 1880. — Т. 2, № 1.
- Цингер В. Я. Сборник сведений о флоре Средней России. — М.: Университетская Типография (М. Катков), 1885. Архивировано 27 марта 2018 года.

Философские работы
- Точные науки и позитивизм. — М., 1874.
- Об отношении математического познания к наукам опытным и философским. — 1875.
- Недоразумения во взглядах на основания геометрии. — М., 1884.

Наука и истинное знание не должны быть рабами опыта, они должны над ним господствовать и заставить его служить своим задачам. Верно то, что наука должна руководиться не материальными, а идеальными стремлениями, но ещё вернее то, что она основывается не на материальных, а на идеальных началах. Высшие качества науки — это ясность, простота, искренность и добросовестность мысли; светоч науки — это идеал истины. Но наука есть только одна из сторон духовного бытия и жизни человека; тот же идеал истины является с других сторон, то как идеал красоты и гармонии, то как идеал добра и чести, правды и человеколюбия; это один и тот же идеал, — тот, перед которым мы все без различия возрастов и положений, без различия взглядов и убеждений, без различия заслуг и талантов благоговейно преклоняемся, как перед идеалом божественной мудрости и любви!— Цингер В. Я. Недоразумения во взглядах на основания геометрии

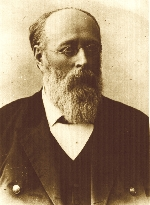
Василий Яковлевич Цингер

## Семья
Василий Яковлевич был женат трижды. Его первая жена — Магдалина Ивановна Раевская, родная сестра Ивана Ивановича Раевского (1835—1891), помещика, общественного и земского деятеля, близкого друга Льва Николаевича Толстого. Цингер и Раевская поженились в 1865 году. Известно, что их семейная жизнь складывалась очень счастливо.
Их сыновья, подобно своему отцу, стали видными учёными, при этом, как и Василий Яковлевич, занимались ботаникой — старший сын профессионально, а младший как любитель. Старший сын, Николай (1865—1923), был ботаником-систематиком, профессором Ново-Александрийского института сельского хозяйства и лесоводства (сейчас — Харьковский государственный аграрный университет имени В. В. Докучаева); лауреатом Премии имени В. И. Ленина за 1928 год (посмертно). Другой сын, Александр (1870—1934), был физиком, педагогом; известен как автор множества учебников и учебных пособий по физике (к примеру, учебника «Начальная физика», который долго время был основным учебным пособием в школе по своей теме и в период с 1919 года по 1931 год переиздавался 20 раз); его перу также принадлежит книга «Занимательная ботаника», вышедшая в 1927 году и с тех пор много раз переиздававшаяся. Интересно, что при работе над своей «Занимательной ботаникой» Александр Васильевич активно пользовался «Флорой Средней России» Маевского — книгой, в значительной мере основанной на «Сборнике сведений о флоре Средней России» самого Василия Яковлевича.
Известно также о дочери Василия Яковлевича, Елизавете Васильевне, в замужестве Ризкиной. Софья Андреевна Толстая, жена Льва Толстого, в одном из писем мужу сообщает, что Елизавета Васильевна приезжала к ней в гости с двумя сыновьями. В своём дневнике за 1910 год Толстая так пишет о ней: «Она не глупая и образованная, но чуждая своим материализмом и учёностью».
В 1888 году Магдалина Ивановна скоропостижно скончалась.

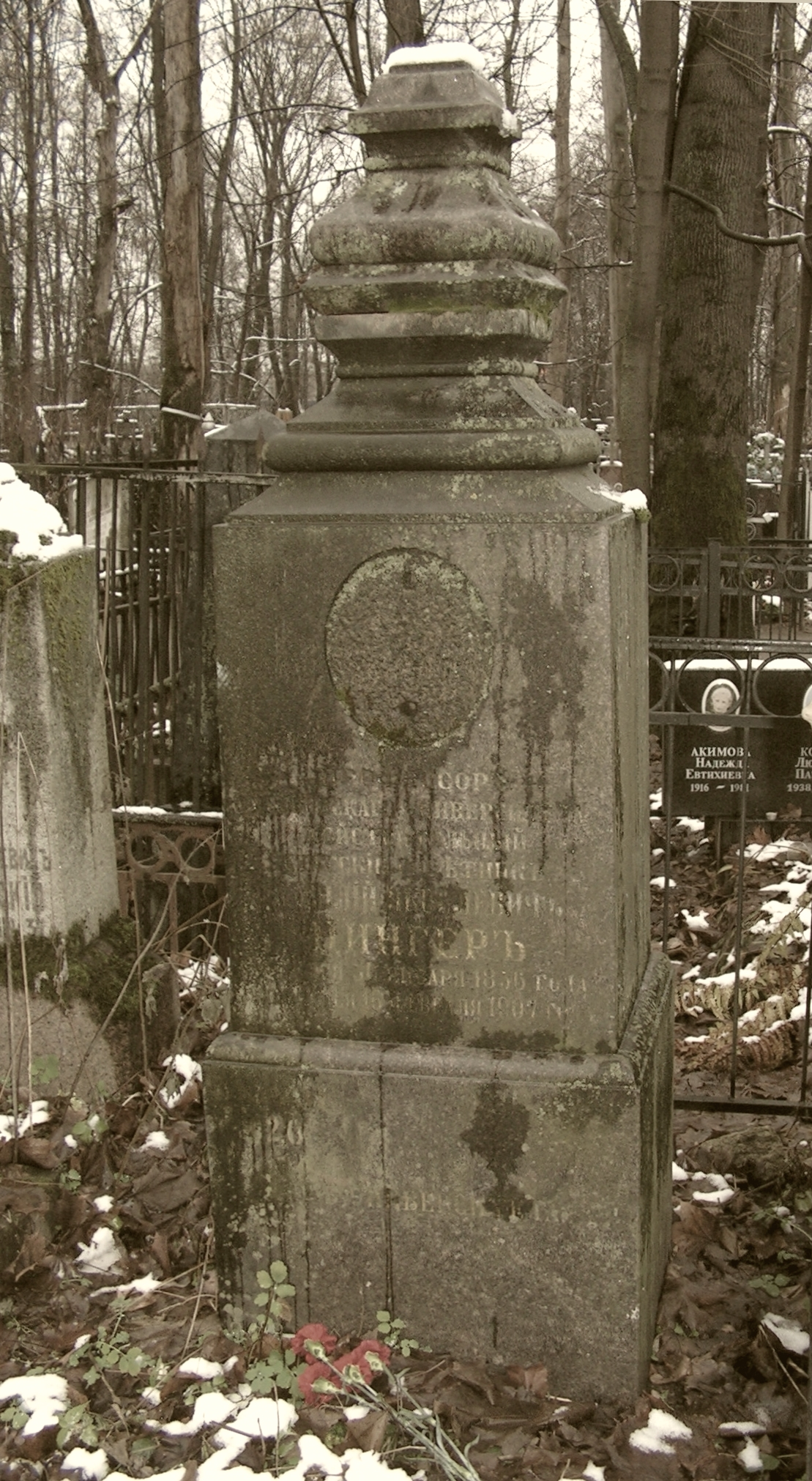
Памятник на могиле Василия Яковлевича Цингера. Москва, Ваганьковское кладбище, 18 ноября 2009 года.
Могила В. Я. Цингера является объектом культурного наследия федерального значения, однако находится в запущенном состоянии, ограды не имеет; с памятника сбит барельеф.

Вскоре Василий Яковлевич женился на Екатерине Алексеевне Летниковой, дочери профессора Императорского Московского технического училища Алексея Васильевича Летникова (1837—1888), с которым Цингер был в своё время весьма дружен.
От второго брака у Василия Яковлевича было несколько детей, среди них:
- Алексей (1892—1945), российский морской офицер, преподаватель морской астрономии, после гражданской войны живший в эмиграции во Франции.
- Наталья (1897—1977), профессор ботаники.
- Вера (1900—1993), жена академика Евгения Алексеевича Чудакова и мать академика Александра Евгеньевича Чудакова.

Екатерина Алексеевна страдала пороком сердца, часто болела и скончалась в 1903 году.
30 августа 1904 года Цингер снова женился: его третьей женой стала 25-летняя мещанка Анна-Мария-Елизавета Аболинг (брак был венчан в Московской Неопалимовской церкви близ Девичьего поля). Он снова стал жить в Москве, занимаясь воспитанием своих малолетних детей.

## Кончина
В конце зимы 1907 года Цингер заболел воспалением лёгких и 16 февраля (1 марта по новому стилю) скончался.
Отпевание состоялось в университетской церкви на Моховой (Цингер был православного вероисповедания).
Василий Яковлевич Цингер похоронен на Ваганьковском кладбище в Москве (участок № 10; тот угол участка, который находится ближе к Храму Воскресения Словущего).

Не обилием учёных трудов стяжал профессор Цингер свою известность, а характером этих трудов. Всё, что он писал, при глубине содержания отличалось ясностью, законченностью и конкретностью формы. Есть математические работы, которые, раз прочитанные, запоминаются навсегда подобно тому, как картина знаменитого художника, мельком виденная в картинной галерее, со всей отчётливостью рисуется потом в воображении. К такого рода работам относятся сочинения В. Я. Цингера… В этом направлении старались работать и его ученики, как математики, так и механики… Мы чествуем память математика, которого по справедливости можно назвать главой русской геометрической школы.— Из речи Николая Егоровича Жуковского на вечере, посвящённом памяти Цингера, в апреле 1908 года

## Памятные места
Известно, что в 1860-х годах Василий Яковлевич Цингер жил в Москве в Малом Козихинском переулке и в доме Стрешневых в Камергерском переулке, а в начале 1890-х — на Малой Бронной улице.